# Pop'n TwinBee: Rainbow Bell Adventures
Pop'n TwinBee: Rainbow Bell Adventures, lanzado en Japón como TwinBee: Rainbow Bell Adventure (ツインビー～レインボーベルアドベンチャー～ Tsuinbī Reinbō Beru Adobenchā?, lit. "TwinBee: La aventura de la campana del arcoíris"), es un videojuego desarrollado y publicado por Konami para Super Famicom/Super NES en 1994. Tras su edición en Japón, apareció en Europa. Rainbow Bell Adventures es un videojuego de plataformas con scroll lateral, siendo el séptimo de la serie TwinBee y el primero en alejarse del género de los Matamarcianos con scroll vertical, que es el predominante en la franquicia.

## Jugabilidad
Rainbow Bell Adventures es un típico plataformas de desplazamiento lateral en el que TwinBee, WinBee o GwinBee han de alcanzar el final de una fase. Todos los personajes utilizan su puño para atacar, pudiendo cargarse para liberar una onda puñetazo. También tienen dos sets de armas, una de ellas es un arma de corto o largo alcance (un martillo para TwinBee, un lazo para WinBee y lanzamiento de sonajeros para GwinBee) y la otra es un cañón, que es una referencia a una secuencia de Detana!! Twinbee en la que se muestra a TwinBee con dos cañones en cada mano. Los tres personajes pueden volar temporalmente en ocho direcciones propulsándose con un cinturón cohete que debe cargarse, y también planear.
Aparte de sus armas, la mayor diferencia entre los personajes es el tiempo que necesitan para cargar por completo su onda puñetazo o su cohete propulsor: TwinBee tiene un tiempo de carga medio; WinBee es la que carga más rápido su propulsor pero es la que más tarda en cargar su onda puñetazo y GwinBee, por el contrario, carga su puñetazo rápidamente pero necesita más tiempo para cargar su propulsor.
El power-up de la campana típico de la serie también aparece aquí, y permite al jugador obtener distintos tipos de mejoras, dependiendo del color de la campana, como los sets de armas, el cañón, velocidad, opciones e invencibilidad. A diferencia de otros juegos de TwinBee, las campanas se obtienen derrotando enemigos en vez de disparando a las nubes.
El juego también presenta un modo versus, en el que los jugadores deben derrotar a sus oponentes en tres rondas.

## Diferencias regionales
- La estructura de los niveles en la versión japonesa consiste en un conjunto de fases dispuestas en forma de cuadriláteros, con una interconexión entre las diferentes fases. Algunos de los niveles tienen salidas alternativas, de modo similar a Super Mario World. En la versión europea, el orden es estrictamente lineal y no se puede acceder a un nivel específico sin antes completar los anteriores.
- El diálogo de Dr. Cinnamon y los pilotos (Light, Pastel y Mint) en la pantalla de selección de nivel fue eliminado en la versión europea.
- La versión europea usa exclusivamente passwords para salvar partida, mientras que la japonesa usa una pila, aunque también se puede recurrir a los passwords si se desea.
- La versión japonesa tiene múltiples finales dependiendo de la actuación de jugador.

## Personajes
- Light y Twinbee
- Pastel y Winbee
- Mint y Gwinbee
- Dr. Warumon
- Zakobee
- Dr. Cinnamon